# Dener Augusto de Sousa
Dener Augusto de Sousa (São Paulo, 2 de abril de 1971 — Rio de Janeiro, 19 de abril de 1994) foi um futebolista brasileiro que atuou como meio-campista.
Jogador extremamente rápido e habilidoso, era considerado um dos mais promissores de sua geração, mas morreu precocemente, 17 dias após completar 23 anos, num acidente de carro. É considerado também o último grande craque da história da Portuguesa.

## Biografia
| “                                                           | Ele teve problemas na infância. Aquela coisa de criança pobre, criada na periferia, acontecem algumas coisas. Ele tinha andado por uns lados meio tortos, começou a fazer umas artes erradas, mas graças a Deus apareceu o esporte, aquele amistoso com a Portuguesa, que o tirou da Vila Maria, e ele subiu. Entre erros e acertos, conseguiu chegar longe. | ” |
| — Tico, amigo de Dener, sobre a personalidade do ex-jogador | |   |

Dener cresceu na Vila Ede, Zona Norte paulistana, como um torcedor fanático do São Paulo. Órfão de pai desde os oito anos, Dener e os irmãos tiveram de começar a trabalhar para ajudar no sustento da família. Ele estudava pela manhã, trabalhava à noite e jogava futebol de salão por cachê na Vila Mariana, pelo Colégio Bilac, com o qual foi campeão em torneios Intercolegiais, como a Copa Dan'up–Jovem Pan.
Em 1987, Dener foi detido junto com outras cinco pessoas e levado para a 9.ª Delegacia de Polícia, no Carandiru, Zona Norte da capital paulista. Nos arquivos do processo no judiciário de São Paulo, consta o seguinte relato no boletim: "o menor foi orientado e advertido e convidado para uma vez por mês aparecer na Divisão de Apoio ao Menor na Comunidade Posto Norte. Frente ao exposto, considerando que o menor é primário, não denota vivência infracional, pareceu-nos sincero no discorrer de seu relato de que não participou do ato de furtos e danos, demonstra ser oriundo de família de boa índole, onde os membros são ativos. Não permaneceu em nenhuma unidade da FEBEM."
"Rubinho", diretor do Colégio Bilac onde Dener estudava, assinou um termo de responsabilidade, e Dener foi liberado dois dias depois da delegacia, encaminhado para o programa de liberdade assistida da FEBEM.

## Carreira
| “                                                                     | Pela etnia, história de vida, ligação com o samba e o drible, ele representava o povo brasileiro. | ” |
| — Luciano Ubirajara Nassar, autor do livro "Dener - o Deus do Drible" |                                                                                                   |   |

### Início difícil, desistência, passagem curta pelo São Paulo e profissionalização pela Portuguesa
Em 1982, aos onze anos, Dener entrou pela primeira vez no Estádio do Canindé para defender a equipe mirim da Portuguesa de Desportos. Quatro anos mais tarde, teve de abandonar o sonho de fazer carreira no futebol para ajudar a mãe com as despesas de casa.
Em 1988, voltou a treinar nas categorias de base da Portuguesa de Desportos, após uma passagem frustrada de dois meses pelo São Paulo. O treinador José Wilson, na época treinador da equipe sênior, rapidamente promoveu o jogador à categoria profissional. Durante três anos, Dener treinava entre os profissionais e ainda jogava pelo juniores, e foi assim que levou a Portuguesa ao primeiro título do clube na Copa São Paulo de Futebol Júnior em 1991, sendo no fim eleito o melhor jogador do campeonato. No ano anterior, a equipe já havia se sagrado campeã do Campeonato Paulista Sub-20, com praticamente o mesmo elenco.
Seu primeiro jogo como profissional ocorreu em 14 de outubro de 1989, na derrota por 2–1 para o Grêmio, em Porto Alegre. Ao fim da partida, o ex-lateral do Grêmio Alfinete foi até o jovem Dener e pediu para trocar de camisa: "Poxa, estou estreando hoje, sou do juvenil ainda, não tenho dinheiro, se te der a camisa vou ter que pagar quinhentos paus em outra", revelou Alfinete.
Em 1991, fez o gol que é considerado o mais bonito da história do Estádio do Canindé. Em uma partida válida pelo Campeonato Paulista entre Portuguesa e Inter de Limeira, Dener arrancou de antes do meio de campo, driblou três rivais e incontáveis buracos no gramado, que fazem a bola perder completamente a direção, e tocou na saída do goleiro.

### Grêmio
Foi na final da Copa São Paulo de Futebol Júnior, quando o Grêmio foi derrotado por 4–0 pela Portuguesa, que Dener chamou a atenção do clube gaúcho. Zelio Hocsman, ex-assessor do presidente Fábio Koff, conta que ninguém no Olímpico esquecia aquele "pretinho" que, conforme palavras do próprio Zelio, "destruiu" o Grêmio na final da Copinha.
Em 1993, Dener foi emprestado por três meses ao clube gaúcho, onde foi campeão gaúcho de 1993, seu primeiro título como profissional.

### Retorno à Portuguesa
No fim do empréstimo ao clube gaúcho, o jogador retornou à Portuguesa para disputar o Campeonato Brasileiro de 1993, ajudando a equipe a terminar na nona colocação daquele certame.
Nesse seu retorno à Portuguesa, destaca-se um jogo contra o Santos, quando Dener marcou um golaço: ele colocou entre as pernas do zagueiro Índio, ganhou na velocidade de outro adversário, fintou o goleiro Edinho e empurrou para as redes.
Ao todo, nas duas passagens pelo clube, disputou 141 jogos e marcou 24 gols com a camisa da Lusa.

### Vasco da Gama
No ano seguinte, 1994, o jogador foi novamente emprestado, dessa vez para o Vasco da Gama, onde teve belas atuações e sagrou-se campeão da Taça Guanabara.
Durante uma excursão do Cruz-Maltino pela Argentina, "comeu a bola" em amistoso contra o Newell's Old Boys e recebeu elogios até de Maradona, que fez questão de cumprimentá-lo ao fim da partida.
Com as boas atuações, passou a ser saudado pela torcida do Vasco com o nada modesto grito de "É, cafuné, é cafuné, o Dener é a mistura do Garrincha com o Pelé!".
Em 17 de abril de 1994, fez sua última partida: empate por 1–1 com o Fluminense, válido pelo quadrangular final do Campeonato Carioca. Dener foi expulso naquela partida e foi para São Paulo, de carro, na sua folga.
O jogador morreria dois dias depois desta partida, antes de comemorar o tricampeonato carioca do Vasco.
A cláusula 9 do contrato firmado entre Portuguesa e Vasco obrigava a cessionária "a fazer um seguro de vida e acidentes pessoas ao atleta, o qual deverá dar cobertura até o efetivo término do empréstimo no valor de US$ 3 milhões". O Vasco, porém, não havia feito o seguro obrigatório, descumprindo este acordo, o que deu origem a uma briga que duraria anos até a Lusa e a família do atleta finalmente receberam o dinheiro.

### Seleção Brasileira
Com apenas vinte anos, e ainda como jogador da Portuguesa, o jogador teve a sua primeira oportunidade com a camisa da Seleção Brasileira: em 27 de março de 1991, contra a Argentina, em Buenos Aires, fez a sua estreia, ao entrar no lugar do meia Luís Henrique. Mesmo com poucos minutos em campo, o baixinho da Portuguesa iniciou a jogada que culminaria no terceiro gol brasileiro.
Fez parte do plantel da Seleção Brasileira que não se classificou para os Jogos Olímpicos de Barcelona, em 1992.

## Morte
Na época em que estava no Rio de Janeiro, sofreu um grave acidente que lhe tirou a vida. Dener voltava de São Paulo, onde havia se reunido com dirigentes da Portuguesa e do Stuttgart, da Alemanha (em que jogava, na época, Dunga), para uma futura transferência, e passado o fim de semana com a família. Por volta de 5h15 da madrugada de 19 de abril, o seu carro (um Mitsubishi Eclipse com a placa DNR 0010), dirigido pelo amigo Otto Gomes Miranda, perdeu a direção e chocou-se com uma árvore na Lagoa Rodrigo de Freitas, quase em frente ao Clube Naval Piraquê, numa curva leve, na altura do número 2 225 na Avenida Borges de Medeiros. Meses após o acidente, um laudo policial confirmou que Otto havia dormido ao volante, causando o acidente.
Dener, que viajava dormindo no banco do carona, foi asfixiado pelo cinto de segurança e ainda bateu com a cabeça no teto do carro, segundo a perícia, que concluiu que o carro estava na quinta marcha, em alta velocidade. A causa mortis de Dener foi uma asfixia por lesão da laringe e uma contusão no pescoço.
Este acidente terminou tragicamente uma carreira promissora. Investigações posteriores descobriram que Dener deixou o banco inclinado demais, anulando a eficiência do cinto.

### Homenagens
- Em homenagem ao jogador, no mesmo ano da sua morte, foi disputada a Copa Dener, torneio reunindo Cruzeiro, Atlético, ambos de Minas, Botafogo e Vasco, do Rio de Janeiro, Portuguesa e Santos, sendo que o Santos sagrou-se campeão ao vencer o Atlético Mineiro por 4–2.
- Também em homenagem ao jogador, uma placa foi colocada no local do acidente com a frase "Aqui morreu um poeta do futebol". O objeto, no entanto, desapareceu. No lugar dele, alguém improvisou uma homenagem escrita à mão, que hoje está pintada na calçada.[17]
- Em 2012, a Portuguesa lançou uma camisa comemorativa, que faz referência ao golaço marcado no Canindé contra a Inter de Limeira em 1991.[1] Parte da renda das vendas será destinada à família do meia.[1]
- Em dezembro de 2016, 22 anos após sua morte, o filósofo e historiador Luciano Ubirajara Nassar lançou a biografia do craque, com o título Dener — o Deus do Drible.[7]
- Em 2019, em sua homenagem, a Federação Paulista de Futebol e o GloboEsporte.com passaram a coroar o gol mais bonito da Copa São Paulo de Futebol Júnior com o Prêmio Dener.[18]

## Vida pessoal
Dener deixou a esposa viúva e três filhos. Após a morte de Dener, a família tinha direito a parte do dinheiro do seguro do jogador. A família reclamou na justiça os seus direitos e, após dez anos de julgamento, o tribunal decidiu em definitivo que o Vasco da Gama, último clube a que o passe de Dener foi emprestado, deveria pagar à família e à Portuguesa de Desportos a quantia referente ao seguro. A Portuguesa recebeu a sua parte, porém a família do atleta precisou legitimar a esposa de Dener, já que, apesar de estar com o jogador desde os dezoito anos e ser a mãe dos seus filhos, não era oficialmente casada com ele. Após treze anos, o clube e a viúva de Dener chegaram a um acordo para o pagamento da dívida.

## Estatísticas
| Ano   | Gols |
| ----- | ---- |
| 1990  | 1    |
| 1991  | 3    |
| 1992  | 8    |
| 1993  | 17   |
| 1994  | 5    |
| TOTAL | 34   |

| Campeonato            | Gols |
| --------------------- | ---- |
| Campeonato Paulista   | 15   |
| Campeonato Brasileiro | 7    |
| Campeonato Gaúcho     | 4    |
| Amistosos             | 4    |
| Campeonato Carioca    | 3    |
| Copa do Brasil        | 1    |

| Campeonato    | Gols |
| ------------- | ---- |
| Portuguesa    | 25   |
| Vasco da Gama | 5    |
| Grêmio        | 4    |

### Gols pela Portuguesa
| #                                                | Data                    | Partida                         | Campeonato | Gols | Ref.   |
| ------------------------------------------------ | ----------------------- | ------------------------------- | ---------- | ---- | ------ |
| 1                                                | 17 de junho de 1990     | Portuguesa 2–1 Ituano           | Amistoso   | 1    | [ 21 ] |
| 2                                                | 17 de fevereiro de 1991 | Portuguesa 2–0 Palmeiras        | Brasileiro | 1    | [ 21 ] |
| 3                                                | 10 de novembro de 1991  | Portuguesa 3–1 Santo André      | Paulista   | 1    | [ 21 ] |
| 4                                                | 13 de novembro de 1991  | Portuguesa 1–0 Inter de Limeira | Paulista   | 1    | [ 21 ] |
| 5                                                | 22 de março de 1992     | Portuguesa 1–2 Guarani          | Brasileiro | 1    | [ 21 ] |
| 6                                                | 7 de junho de 1992      | Portuguesa 2–1 Lazio            | Amistoso   | 1    | [ 21 ] |
| 7                                                | 10 de junho de 1992     | Portuguesa 1–1 São Bento        | Amistoso   | 1    | [ 21 ] |
| 8                                                | 2 de agosto de 1992     | Portuguesa 1–0 Palmeiras        | Paulista   | 1    | [ 21 ] |
| 9                                                | 7 de outubro de 1992    | Portuguesa 1–0 Juventus-SP      | Paulista   | 1    | [ 21 ] |
| 10 e 11                                          | 11 de outubro de 1992   | Portuguesa 2–2 São Paulo        | Paulista   | 2    | [ 21 ] |
| 12                                               | 25 de outubro de 1992   | Portuguesa 2–0 Santo André      | Paulista   | 1    | [ 21 ] |
| 13                                               | 10 de fevereiro de 1993 | Portuguesa 1–1 Marília          | Paulista   | 1    | [ 21 ] |
| 14 e 15                                          | 17 de fevereiro de 1993 | Portuguesa 4–0 Guarani          | Paulista   | 2    | [ 21 ] |
| 16                                               | 14 de março de 1993     | Portuguesa 2–2 Mogi Mirim       | Paulista   | 1    | [ 21 ] |
| 17                                               | 3 de abril de 1993      | Portuguesa 2–4 Guarani          | Paulista   | 1    | [ 21 ] |
| 18                                               | 18 de abril de 1993     | Portuguesa 4–0 União São João   | Paulista   | 1    | [ 21 ] |
| 19                                               | 25 de abril de 1993     | Portuguesa 1–3 Rio Branco       | Paulista   | 1    | [ 21 ] |
| 20                                               | 1 de maio de 1993       | Portuguesa 4–2 Santos           | Paulista   | 1    | [ 21 ] |
| Retorno ao clube após curto empréstimo ao Grêmio |                         |                                 |            |      | [ 21 ] |
| 21 e 22                                          | 6 de outubro de 1993    | Portuguesa 2–1 Criciúma         | Brasileiro | 2    | [ 21 ] |
| 23                                               | 9 de outubro de 1993    | Portuguesa 2–1 União São João   | Brasileiro | 1    | [ 21 ] |
| 24                                               | 13 de outubro de 1993   | Portuguesa 1–4 América-MG       | Brasileiro | 1    | [ 21 ] |
| 25                                               | 7 de novembro de 1993   | Portuguesa 2–5 Remo             | Brasileiro | 1    | [ 21 ] |

### Gols pelo Grêmio
| # | Data                | Local                                 | Partida                         | Campeonato                | Ref.   |
| - | ------------------- | ------------------------------------- | ------------------------------- | ------------------------- | ------ |
| 1 | 6 de junho de 1993  | Estádio Alfredo Jaconi, Caxias do Sul | Juventude 1–2 Grêmio            | Campeonato Gaúcho de 1993 | [ 22 ] |
| 2 | 8 de junho de 1993  | Estádio Olímpico, Porto Alegre        | Grêmio 2–1 Guarany de Garibaldi | Campeonato Gaúcho de 1993 | [ 22 ] |
| 3 | 13 de junho de 1993 | Estádio Taba Índia, Cruz Alta         | Guarany de Cruz Alta 1–1 Grêmio | Campeonato Gaúcho de 1993 | [ 22 ] |
| 4 | 30 de junho de 1993 | Estádio Olímpico, Porto Alegre        | Grêmio 3–1 Lajeadense           | Campeonato Gaúcho de 1993 | [ 22 ] |

### Jogos e gols pelo Vasco da Gama
Legenda
| Em verde = Vitórias    |
| Em azul = Empates      |
| Em vermelho = Derrotas |

| #  | Data                    | Local                                             | Adversário        | Campeonato                                  | Resultado | Gols | Ref.   |
| -- | ----------------------- | ------------------------------------------------- | ----------------- | ------------------------------------------- | --------- | ---- | ------ |
| 1  | 21 de janeiro de 1994   | Estádio Marcelo Bielsa, Rosário, ARG              | Newell's Old Boys | Torneio Amistoso - “Copa Diário La Capital” | 0–0       | 0    | [ 23 ] |
| 2  | 26 de janeiro de 1994   | Estádio Marcelo Bielsa, Rosário, ARG              | Newell's Old Boys | Torneio Amistoso - “Copa Diário La Capital” | 2–2       | 1    | [ 23 ] |
| 3  | 30 de janeiro de 1994   | Estádio de São Januário, Rio de Janeiro           | Volta Redonda     | Campeonato Carioca                          | 2–0       | 1    | [ 23 ] |
| 4  | 7 de fevereiro de 1994  | Estádio de São Januário, Rio de Janeiro           | Bangu             | Campeonato Carioca                          | 1–0       | 1    | [ 23 ] |
| 5  | 10 de fevereiro de 1994 | Estádio Jair Siqueira Bittencourt, Itaperuna      | Itaperuna         | Campeonato Carioca                          | 2–1       | 0    | [ 23 ] |
| 6  | 17 de fevereiro de 1994 | Machadão, Natal                                   | ABC de Natal      | Copa do Brasil                              | 2–0       | 1    | [ 23 ] |
| 7  | 20 de fevereiro de 1994 | Estádio da Rua Conselheiro Galvão, Rio de Janeiro | Madureira         | Campeonato Carioca                          | 0–0       | 0    | [ 23 ] |
| 8  | 27 de fevereiro de 1994 | Estádio do Maracanã, Rio de Janeiro               | Flamengo          | Campeonato Carioca                          | 3–1       | 0    | [ 23 ] |
| 9  | 6 de março de 1994      | Estádio do Maracanã, Rio de Janeiro               | Botafogo          | Campeonato Carioca                          | 2–0       | 0    | [ 23 ] |
| 10 | 9 de março de 1994      | Estádio de São Januário, Rio de Janeiro           | Olaria            | Campeonato Carioca                          | 2–1       | 1    | [ 23 ] |
| 11 | 12 de março de 1994     | Estádio Ítalo del Cima, Rio de Janeiro            | Campo Grande      | Campeonato Carioca                          | 2–0       | 0    | [ 23 ] |
| 12 | 15 de março de 1994     | Estádio de São Januário, Rio de Janeiro           | ABC de Natal      | Copa do Brasil                              | 1–1       | 0    | [ 23 ] |
| 13 | 21 de março de 1994     | Estádio de São Januário, Rio de Janeiro           | Americano         | Campeonato Carioca                          | 0–0       | 0    | [ 23 ] |
| 14 | 27 de março de 1994     | Estádio do Maracanã, Rio de Janeiro               | Fluminense        | Campeonato Carioca                          | 0–0       | 0    | [ 23 ] |
| 15 | 3 de abril de 1994      | Estádio do Maracanã, Rio de Janeiro               | Fluminense        | Campeonato Carioca                          | 4–1       | 0    | [ 23 ] |
| 16 | 10 de abril de 1994     | Estádio do Maracanã, Rio de Janeiro               | Botafogo          | Campeonato Carioca                          | 1–0       | 0    | [ 23 ] |
| 17 | 17 de abril de 1994     | Estádio do Maracanã, Rio de Janeiro               | Fluminense        | Campeonato Carioca                          | 1–1       | 0    | [ 23 ] |

### Jogos pela Seleção Brasileira Olímpica
Legenda
| Em verde = Vitórias    |
| Em azul = Empates      |
| Em vermelho = Derrotas |

| # | Data                   | Local                                           | Partida                 | Resultado | Torneio                                 | Ref.                |
| - | ---------------------- | ----------------------------------------------- | ----------------------- | --------- | --------------------------------------- | ------------------- |
| 1 | 4 de dezembro de 1991  | Estádio José Amalfitani, Buenos Aires, ARG      | Argentina x Brasil      | 2–1       | Amistoso                                | [carece de fontes?] |
| 2 | 12 de dezembro de 1991 | Estádio Regional Willie Davids, Maringá, BRA    | Brasil x Uruguai        | 2–0       | Amistoso                                | [carece de fontes?] |
| 3 | 14 de janeiro de 1992  | Estádio Centenario, Montevideu, URU             | Uruguai x Brasil        | 3–0       | Amistoso                                | [carece de fontes?] |
| 4 | 19 de janeiro de 1992  | Estádio Governador Alberto Silva, Teresina, BRA | Brasil x Argentina      | 0–1       | Amistoso                                | [carece de fontes?] |
| 5 | 22 de janeiro de 1992  | Estádio Lourival Batista, Aracaju, BRA          | Brasil x Estados Unidos | 3–0       | Amistoso                                | [carece de fontes?] |
| 6 | 1 de fevereiro de 1992 | Estádio Defensores del Chaco, Asunción, PAR     | Brasil x Peru           | 2–1       | Torneio Pré-Olímpico - 1a Fase: Grupo A | [carece de fontes?] |
| 7 | 3 de fevereiro de 1992 | Estádio Defensores del Chaco, Asunción, PAR     | Paraguai x Brasil       | 0–1       | Torneio Pré-Olímpico - 1a Fase: Grupo A | [carece de fontes?] |
| 8 | 5 de fevereiro de 1992 | Estádio Defensores del Chaco, Asunción, PAR     | Brasil x Colômbia       | 0–2       | Torneio Pré-Olímpico - 1a Fase: Grupo A | [carece de fontes?] |
| 9 | 9 de fevereiro de 1992 | Estádio Defensores del Chaco, Asunción, PAR     | Brasil x Venezuela      | 1–1       | Torneio Pré-Olímpico - 1a Fase: Grupo A | [carece de fontes?] |

### Jogos pela Seleção Brasileira principal
Legenda
| Em verde = Vitórias    |
| Em azul = Empates      |
| Em vermelho = Derrotas |

| # | Data                | Local                                      | Partida            | Resultado | Gols | Assistências | Torneio  | Ref.                |
| - | ------------------- | ------------------------------------------ | ------------------ | --------- | ---- | ------------ | -------- | ------------------- |
| 1 | 27 de março de 1991 | Estádio José Amalfitani, Buenos Aires, ARG | Argentina x Brasil | 3–3       | 0    | 1            | Amistoso | [carece de fontes?] |
| 2 | 29 de maio de 1991  | Estádio Parque do Sabiá, Uberlândia, BRA   | Brasil x Bulgária  | 3–0       | 0    | 0            | Amistoso | [carece de fontes?] |

## Títulos
Portuguesa
- Campeonato Paulista Sub-20 de 1990[9]
- Copa São Paulo de Futebol Júnior de 1991

Grêmio
- Campeonato Gaúcho: 1993

Vasco da Gama
- Taça Guanabara: 1994 (último título de Dener ainda vivo)
- Campeonato Carioca: 1994 (póstumo)

### Prêmios individuais
- Melhor jogador da Copa São Paulo de Futebol Júnior de 1991